# 柱毛独行菜
柱毛独行菜（学名：Lepidium ruderale）是十字花科独行菜属的植物。分布在欧洲、蒙古、亚洲、俄罗斯、北美以及中国大陆的宁夏、河南、吉林、青海、新疆、湖北、陕西、辽宁、甘肃、山东、黑龙江等地，生长于海拔700米至3,000米的地区，多生长在沙地或草地，目前尚未由人工引种栽培。

## 别名
柱腺独行菜（东北植物检索表） 鸡积菜（江苏植物名录）